# Jan Dziedziczak

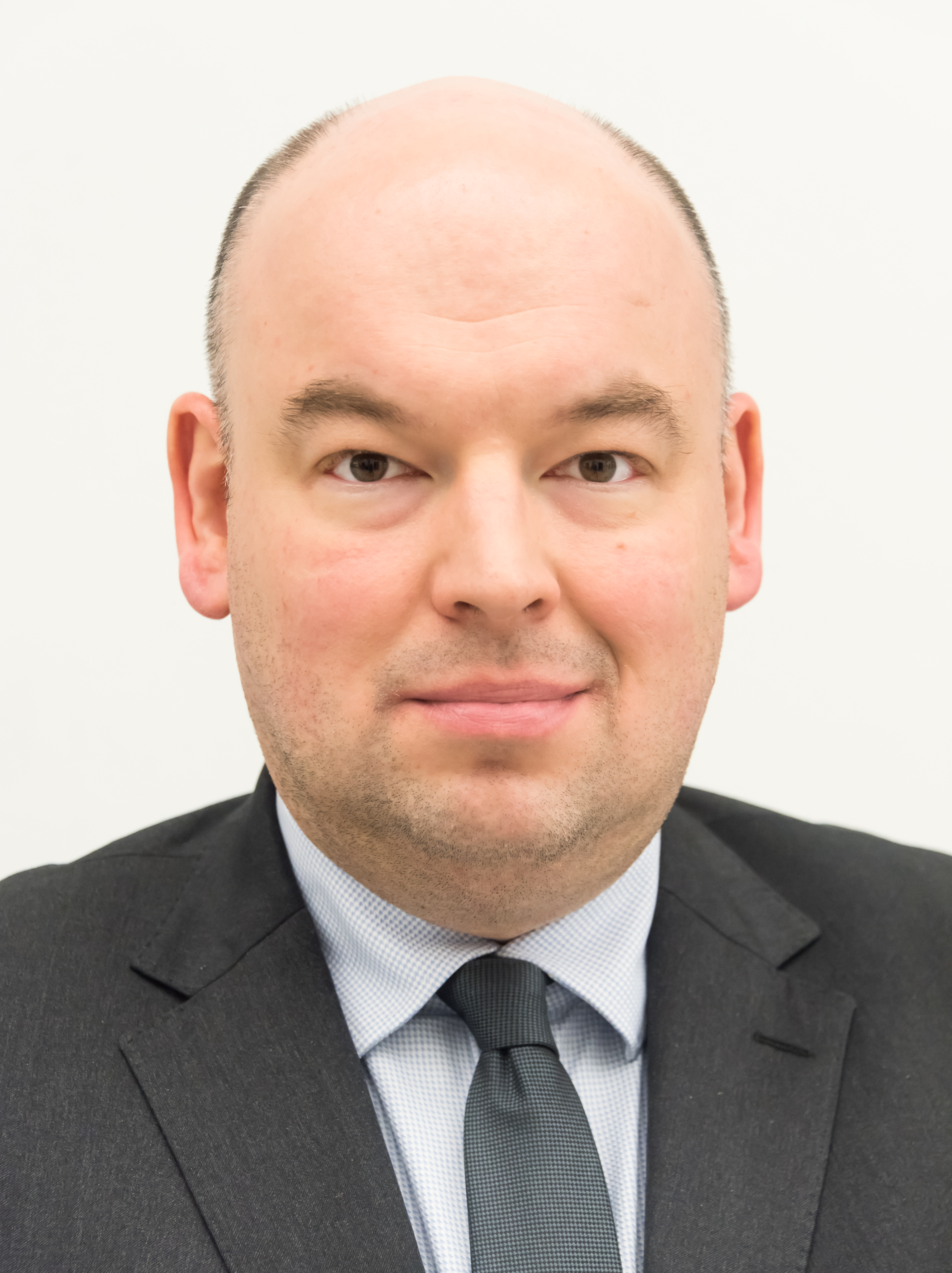
Jan Dziedziczak (2023)

Jan Michał Dziedziczak (* 3. August 1981 in Warschau) ist ein polnischer Politiker und seit der VI. Wahlperiode (ab 2007) durchgehend Abgeordneter des Sejm. Er war Pressesprecher der Regierung Jarosław Kaczyński und von 2015 bis 2018 Staatssekretär im Außenministerium.

## Leben
Jan Dziedziczak beendete das Studium an der Fakultät für Journalistik und Politikwissenschaften der Universität Warschau, während seines Studiums war er in der studentischen Selbstverwaltung des Instituts für Politikwissenschaften der Universität Warschau aktiv. 2005 war er Stipendiat der japanischen Regierung und der Universität der Vereinten Nationen in Tokio. Im Rahmen dieses Stipendiums machte er einen Kurs in Informationspolitik in den Medien im öffentlichen Fernsehen von Japan, Australien und Neuseeland. Er war als Presse-Assistent des Vorsitzenden der Partei Prawo i Sprawiedliwość (Recht und Gerechtigkeit – PiS) Jarosław Kaczyński für die Gestaltung seines Medienimages verantwortlich. Vom 14. Juli 2006 bis zum 4. November 2007 war er Pressesprecher der Regierung Kaczyński.
Bei den Parlamentswahlen 2007 wurde er mit 24.809 Stimmen über die Liste der PiS für den Wahlkreis 36 Kalisz in den Sejm gewählt. Er war in der 7. Kadenz  Mitglied der Sejm-Kommissionen für Kultur und Medien sowie für die Beziehungen zur Polonia.